# Salmbad
Salmbad is een plaats in het gouvernement Centraal van Bahrein.